# Felix Rosenberg

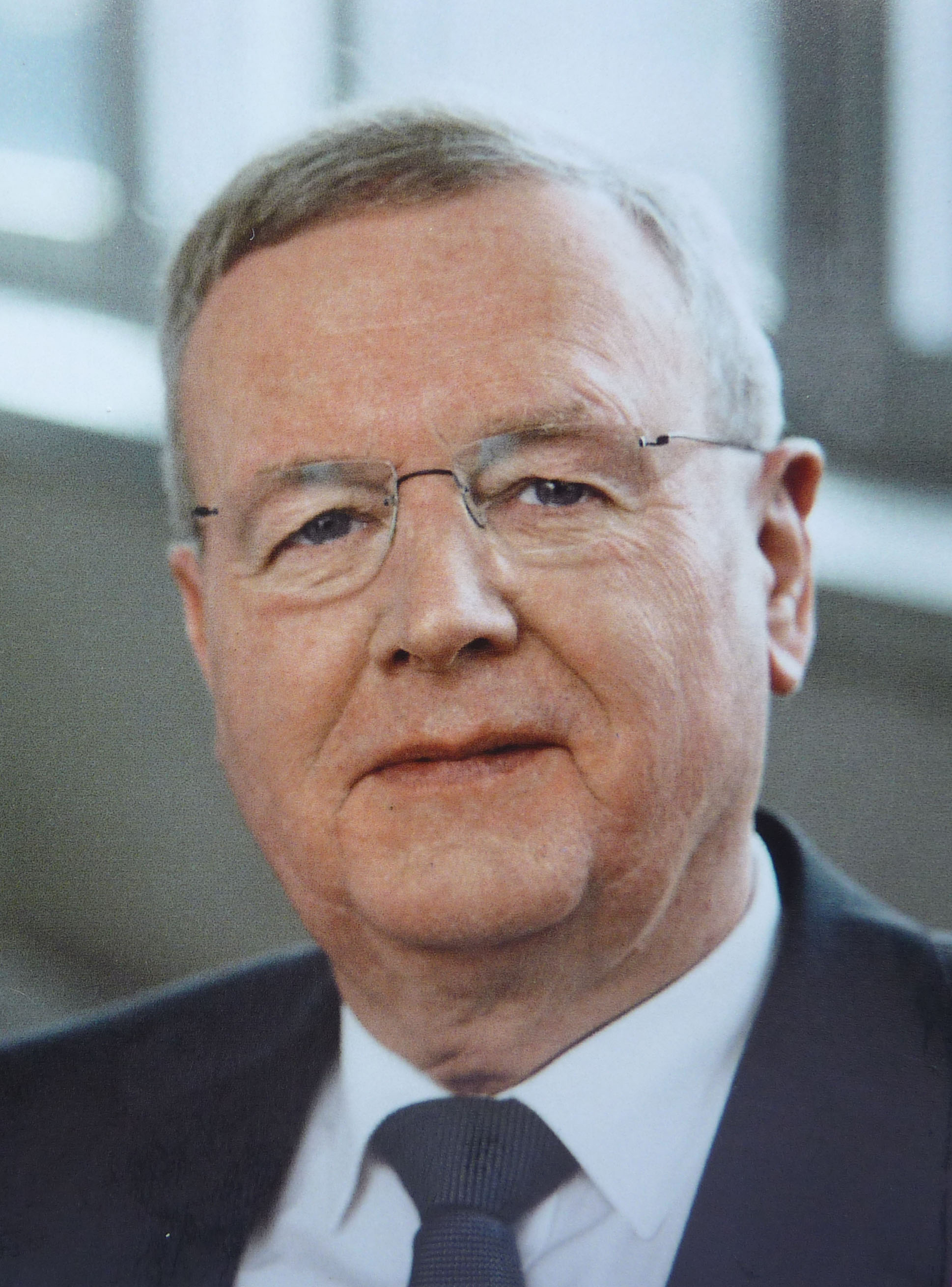
Felix Rosenberg (2004)

Felix Rosenberg (* 9. Juni 1941 in Bern; † 21. April 2014 in Frauenfeld) war ein Schweizer Politiker (CVP), Manager und Kulturförderer.

## Leben
Felix Rosenberg wuchs als drittältestes von sechs Kindern des aus dem Freiamt im Kanton Aargau stammenden Journalisten und Generalsekretärs der späteren CVP Martin Rosenberg in Bern auf. Eine seiner Schwestern war Monika Rosenberg (1947‒2010), Bundeshausredaktorin der NZZ.
Ab 1953 besuchte er die Stiftsschule des Klosters Einsiedeln und studierte nach der Maturität 1961 an den Universitäten Bern und Freiburg Geschichte, Literatur, Journalistik und Recht. Er schloss 1968 seine Studien als lic. iur. an der Universität Freiburg ab. Er war Mitglied der Studentenverbindung AKV Alemannia und somit des Schweizerischen Studentenvereins.
Nach seinem Abschluss arbeitete er zuerst als Gerichtsschreiber am Bezirksgericht in Baden AG. 1969 holte ihn der Thurgauer Regierungsrat Franz Josef Harder als Departementssekretär des Finanz-, Forst- und Militärdepartements des Kantons Thurgau nach Frauenfeld.
Von 1978 bis 2003 war Rosenberg Mitglied im Universitätsrat der Universität Freiburg, die ihm 2005 den Ehrendoktortitel für sein öffentliches Engagement verlieh. Er war Gründungsmitglied des International Institute of Management in Technology der Universität und bis zu seinem Tod in dessen Beirat.
Felix Rosenberg war Verwaltungsratspräsident der Voigt AG, Romanshorn, und der De Martin AG, Wängi, sowie Mitglied des Verwaltungsrates der Huser & Peyer AG, Sirnach.
Nach seiner politischen und unternehmerischen Karriere blieb Rosenberg in Frauenfeld. Er war seit 1969 mit Monika Rosenberg, geb. Riedweg, verheiratet und hatte mit ihr einen Sohn und zwei Töchter. Er starb nach einer schweren Erkrankung.

## Politische Karriere

Felix Rosenberg, Regierungsrat (1984)

Seine politische Laufbahn begann Felix Rosenberg 1974 als Präsident der CVP-Ortspartei Frauenfeld, wobei er bei der Vermittlung zwischen den Flügeln der früheren, inzwischen in der CVP vereinigten Katholisch-Konservativen und der Christlichsozialen eine wichtige Rolle spielte. Als 1974 sein Mentor Franz Josef Harder als Chef des Finanz-, Forst- und Militärdepartements zurücktrat, kandidierte Rosenberg als damaliger Departementssekretär und wurde im zweiten Wahlgang gewählt. Mit 33 Jahren war er der mit Abstand jüngste Regierungsrat in der Schweiz. Er wurde dreimal mit hoher Zustimmung wiedergewählt und führte das Departement erfolgreich bis 1989, auch den militärischen Bereich, obwohl aus gesundheitlichen Gründen selbst ohne militärische Karriere. Er war dreimal Regierungspräsident und ab 1978 im Vorstand, von Mai bis September 1989 Präsident der Finanzdirektorenkonferenz. Von 1984 bis 1989 war er Mitglied im Präsidium der CVP Schweiz.

## PTT/Swisscom
1989 wurde Felix Rosenberg zum Generaldirektor und Chef des Fernmeldedepartements (ab 1991 Telecom PTT) des damaligen reinen Staatsunternehmens PTT (Post-, Telefon und Telegrafenbetriebe) gewählt. Zusammen mit den Generaldirektoren des Präsidialdepartements und der Post begann er Mitte der neunziger Jahre, Post und Telecom PTT auf die Aufspaltung in zwei Unternehmen und die Telecom PTT auf den Börsengang und damit den Wechsel der damaligen Monopolistin in die Ära des liberalisierten Telekommunikationsmarktes vorzubereiten. Daraus entstanden auf Anfang 1998 die zwei neuen Unternehmen Die Post und Swisscom. Rosenberg übernahm dabei die Aufgabe als Generaldirektor (Vorsitzender der Konzernleitung) der Swisscom, hatte aber bereits im Jahr zuvor erklärt, auf eine Kandidatur als CEO der neu strukturierten Führungsspitze zu verzichten, um sich ganz auf die Aufgabe als Staatsvertreter im Verwaltungsrat zu konzentrieren, in den er 1997 gewählt wurde. 1998 übergab er die Führung der Swisscom dem von ihm zuvor als Leiter der Marketing- und Produktabteilung eingestellten Nachfolger Tony Reis (der im Oktober 1998 den Börsengang der Swisscom vollendete, Ende 1999 bereits wieder zurücktrat und durch Jens Alder ersetzt wurde) und wechselte als Vertreter des Hauptaktionärs Bund in den Verwaltungsrat der Swisscom.
Schwierige Momente hatte der bekennende Katholik Rosenberg als Chef des Telecombereichs der PTT zu überstehen, als diese wegen des Betriebs der 156er-Telefonsexnummern der Gehilfenschaft zur Verbreitung von Pornographie angeklagt und Rosenberg 1995 nach einem jahrelangen Rechtsstreit im sogenannten Telekiosk-Urteil zu einer Busse verurteilt wurde. Als Generaldirektor der PTT agierte er in Sachen Auslandengagements unglücklich. Die Beteiligung an Unisource 1993 (zusammen mit Telia, heute Telia Company, Schweden, PTT Netherlands, heute KPN, und Telefónica, Spanien) scheiterte 2004 mit grossem Verlust. Seine Engagements im Jahre 1995 in Ungarn (Jasztel) und in der Tschechoslowakei (Cesky Telecom) wurden 1998 bzw. 2003 wieder rückgängig gemacht. Noch kurzfristiger scheiterten die Engagements von 1996 in Malaysia (Mutiara, heute Digi) und Indien (Aircel Digilink), die unter erheblichen Verlusten schon 1999 abgebrochen wurden, wobei die Asienkrise 1997/1998 eine entscheidende Rolle spielte und die Unternehmen danach ein Mehrfaches des von Swisscom bezahlten Preises wert waren. Als Vertreter des Bundes hatte er Ende 2005 im Verwaltungsrat der Swisscom gegen die Konzernleitung die vom Bundesrat beschlossene Einschränkung von Auslandsverpflichtungen zu vertreten, die die kurz vor dem Abschluss stehende Übernahme des irischen Telecomanbieters Eircom verhinderte. Der Bundesrat reagierte damit auf Initiative seines damaligen Mitglieds Christoph Blocher auf den sich abzeichnenden bisher grössten Verlust eines Auslandengagements, bei dem die 1999 und 2001 von Rosenbergs Nachfolger Tony Reis eingegangene Beteiligung an der deutschen Debitel 2006 mit einem Verlust von 3,3 Mrd. CHF abgeschrieben werden musste. 2011 trat Rosenberg altershalber aus dem Verwaltungsrat der Swisscom zurück.

## Kulturförderung
Grosse Verdienste erwarb sich Felix Rosenberg bei der Instandstellung und Einrichtung des zerfallenden ehemaligen Kartäuserklosters Kartause Ittingen in Warth als Kultur-, Seminar- und Bildungszentrum und landwirtschaftlicher Betrieb sowie Behindertenwohnheim. Er war Gründungspräsident der Stiftung, die 1977 die Kartause Ittingen übernahm, und gewann verschiedene Gönner zur Finanzierung des Vorhabens, darunter den Unternehmer und Politiker Max Schmidheiny. Bekannt geworden ist die Kartause Ittingen auch durch die seit 1995 stattfindenden Ittinger Pfingstkonzerte unter der künstlerischen Leitung von András Schiff/Heinz Holliger (bis 2013), Heinz Holliger (2014), Graziella Contratto (2015), Oliver Schnyder (2016), Isabelle Faust (2017), Maurice Steger (2018), Nicolas Altstaedt (2019), 2020/2021 keine Pfingstkonzerte (COVID-19-Pandemie), Kristian Bezuidenhout/Isabelle Faust (2022), Nicolas Altstaedt (2023, nachgeholte Konzerte von 2020) und Isabelle Faust (2024, nachgeholte Konzerte von 2021, 2025). Im Jahr 2002 wurde Rosenberg für seine Verdienste um die Kartause Ittingen der Kulturpreis des Kantons Thurgau verliehen. 1992 trat Rosenberg als Präsident des Stiftungsrates zurück, weil nach seiner Meinung ein amtierender Regierungsrat diesen präsidieren sollte. Er wurde zum Ehrenpräsidenten ernannt und blieb bis zu seinem Tod Mitglied des Stiftungsratsausschusses.
Kulturell aktiv war Rosenberg überdies 1982‒1989 als Stiftungsrat der Pro Helvetia und 1998‒2009 als Präsident der Stiftung Pro Patria, die die Kartause Ittingen 1997 mit der Herausgabe einer ihr gewidmeten Pro-Patria-Briefmarke unterstützte. Als Generaldirektor der PTT unterstützte er die Gründung und Entwicklung des Museums für Kommunikation, u. a. als Gründungspräsident und späterer Ehrenpräsident des Vereins der Freundinnen und Freunde des Museums für Kommunikation. Er war ausserdem Mitbegründer der Choralschola St. Nikolaus in Frauenfeld.